# 前13世纪
| 千纪： | 前3千纪 \| 前2千纪 \| 前1千纪 |
| 世纪： | 前16世纪 \| 前15世纪 \| 前14世纪 \| 前13世纪 \| 前12世纪 \| 前11世纪 \| 前10世纪                                                         |
| 年代： | 前1290年代 \| 前1280年代 \| 前1270年代 \| 前1260年代 \| 前1250年代 \| 前1240年代 \| 前1230年代 \| 前1220年代 \| 前1210年代 \| 前1200年代 |

前1300年至前1201年的这一段期间被称为前13世纪。

## 重要事件、发展与成就
- 科学技术

- 战争与政治
  - 摩西領希伯來人出埃及。
  - 商王武丁征服鬼方、土方。

- 公元前13世纪的天灾人祸

- 文化娱乐

- 社會與經濟
  - 前1352年－前1333年，阿肯那頓改革，阿蒙霍特普四世所進行的一次社會改革。

- 疾病与医学

- 环境与自然资源

- 宗教與哲學